# .pm
.pm – domena internetowa przypisana do Saint-Pierre i Miquelon. Została utworzona 20 sierpnia 1997. Zarządza nią Association Française pour le Nommage Internet en Coopération.